# Donovan Deekman
Donovan Demian Lucien Deekman (Amsterdam, 23 giugno 1988) è un ex calciatore olandese, di ruolo attaccante.

## Carriera

### Club
Ha giocato nella massima serie dei campionati olandese, belga, rumeno ed iraniano.

## Palmarès

### Club

#### Competizioni nazionali
- Coppa dei Paesi Bassi: 1

Heerenveen: 2008-2009
- Coppa del Belgio: 1

Lokeren: 2011-2012